# (6239) Минос
(6239) Минос (др.-греч. Μίνως) — околоземный астероид из группы аполлонов, который характеризуется крайне вытянутой орбитой, из-за чего, в процессе своего движения вокруг Солнца, он пересекает помимо земной орбиты ещё и орбиты двух соседних планет: Венеры и Марса. Астероид был открыт 31 августа 1989 года американскими астрономами Кэролин и Юджином Шумейкерами в Паломарской обсерватории и назван в честь Миноса, мифического царя Крита.

Орбита астероида Минос и его положение в Солнечной системе